# Rosopaella kirkaldyi
Rosopaella kirkaldyi är en insektsart som beskrevs av Evans 1935. Rosopaella kirkaldyi ingår i släktet Rosopaella och familjen dvärgstritar. Inga underarter finns listade i Catalogue of Life.